# NEO FASCIO
『NEO FASCIO』（ネオ・ファッショ）は、日本のシンガーソングライターである氷室京介の2枚目のオリジナル・アルバム。
1989年9月27日に東芝EMIのイーストワールドレーベルからリリースされた。前作『FLOWERS for ALGERNON』（1988年）よりおよそ1年ぶりとなる作品であり、ほぼ全曲に亘り作詞は松井五郎、作曲は氷室、編曲およびプロデュースは佐久間正英が担当している。
レコーディングは日本国内にて、3名の限られた人数で行われた。本作はファシズムをテーマにしたコンセプト・アルバムであり、アドルフ・ヒトラーによる演説の演出を音楽での表現に取り入れる事を念頭に、ファシズムの危険性を音楽で表現した作品となっている。
先行シングルとなった「SUMMER GAME」およびカネボウ「'89秋のプロモーション・イメージソング」として使用された「MISTY〜微妙に〜」を収録しているが、副題の「〜微妙に〜」は削除されている。本作はテーマが難解であるが故に氷室本人はセールスが伸びない可能性を示唆していたが、オリコンアルバムチャートにおいて最高位第1位を獲得しセールス的にも成功を収め、売り上げ枚数は40万枚を超えたため日本レコード協会からプラチナ認定を受けている。
本作を受けたコンサートツアー「NEO FASCIO TOUR」の追加公演となる「NEO FASCIO ENCORE TOUR ARENA '90」において、ツアーファイナルの1990年4月3日にはソロとして2度目の東京ドーム公演を実施した。

## 背景
前作『FLOWERS for ALGERNON』（1988年）リリース後、同年9月20日には氷室初の写真集『HIMURO DOCUMENT 1988～1989』が発売される。その後氷室は「KING OF ROCK SHOW "FLOWERS for ALGERNON"」と題したライブツアーを同年10月1日の高松市民会館を皮切りに9都市全13公演実施、約20万人を動員した。ツアー中の10月7日には2枚目のシングル「DEAR ALGERNON」をリリース、同曲はオリコンシングルチャートにおいて初登場第2位を記録し、売り上げ枚数は42万枚となった。10月27日には東京ドームにて開催されたイベントライブ「GREAT・ダブルブッキング 氷室京介×スティング」に参加。12月31日には前作『FLOWERS for ALGERNON』が『第30回日本レコード大賞』にてアルバム大賞を獲得。授賞式に参加した氷室は「頑張って作ったアルバムが他人から評価されたっていう意味では嬉しかったは嬉しかった」と述べたが、「かなり場違いな場所にいるなぁっていう感も強かった」とも述べている。また、この時点で氷室はBOØWYを超える人気や評価を獲得したとは感じておらず、4枚目のアルバム『Memories Of Blue』（1993年）が完成するまではBOØWYに負けている感覚を引きずっていたという。ツアーファイナルの1989年1月3日、4日には東京ドームの2日間連続公演を実現、2日間の日程でそれぞれ5万6000人を動員した。
東京ドーム公演の模様はNHK総合テレビジョンにて放送された他、6月28日にリリースされ氷室初の映像作品となったライブ・ビデオ『KING OF ROCK SHOW of 88'S-89'S TURNING PROCESS』（1989年）に収録された。しかしライブでの演出に関しては暗中模索の中で試行錯誤が行われた結果、氷室自身が望むものとは大きく異なる事態となった。7月21日にはNHKホールにて開催されたチャーリー・セクストンの単独公演にゲスト出演した。7月25日には氷室が作曲を担当した仲村知夏のシングル「天使は眠っている」がリリースされた他、7月26日には3枚目のシングル「SUMMER GAME」がリリースされオリコンシングルチャートにおいて初登場第1位を獲得し売り上げ枚数は62万枚となった。8月6日には広島サンプラザホールにて開催されたイベントライブ「HIROSHIMA '89 LIVE」に参加。9月6日には4枚目のシングル「MISTY〜微妙に〜」がリリースされた。

## 録音、制作
氷室は当時「この国で音楽をやっていくということは、どういうことなのだろう」と自問自答する事が多くなっており、音楽という力の持つ影響力を考慮し、音楽家として何をすべきかを考えた末、限りなくゼロに近いところから自分一人で音楽を組み立てていくことを模索し始める事となった。本作において氷室は、前作よりもよりゼロに近い部分から一人で制作する事を検討、デモテープの段階から緻密に音を作り上げる作業のためスタジオに籠る状態となった。氷室は前作が多方面に向けて可能な限りの制作を行った作品であったことから、本作においては範囲を狭めて意味のある内容にすることを検討することになった。氷室は自身が制作したデモテープについて「うまい、ヘタのレベルで言えば、まだまだヘタなんだけど、やっぱり音の具体的なイメージから入るべきだと思ってね。オレがすべき音とのかかわり方は、ドラマティックな歌詞が乗った時にその歌詞も包み込める空間から入らなきゃいけないなと」と述べている。
その後、氷室は出来る限り少人数のスタッフと確実な意思の疎通が可能な状態で本作の制作を進める事をマネージメント側に提示、その結果プロデューサーとして佐久間正英、作詞家として松井五郎、ビジュアル面担当として森谷統、佐久間の指名によりドラマーとしてそうる透が選ばれる事となった。佐久間はかつてBOØWYのアルバム『BOØWY』（1985年）や『JUST A HERO』（1986年）のプロデュースワークを手掛けたプロデューサーであり、当時は自らが所属する四人囃子の再結成やDe-LAXのプロデュースなどを掛け持ちで多忙な日々を送っており、その後腸閉塞症により2か月間入院する事となった。入院中には氷室から花が届けられる事や本人が見舞いに来る事などもあったが、退院後すぐに本作のレコーディングが開始される事となった。作詞を担当した松井に関して氷室は、「あの人の物の考え方って、何かオレと近い部分があって。掘り下げ方とか興味を持つ対象なんかがね。だから一緒に共同作業するとすごく楽しい人だよね。対アーティストって感じにもなれる」と述べている。
レコーディングは氷室と佐久間、そうる透の3名のみで進められ、アレンジは氷室が制作したデモテープを基に行われた。佐久間は本作での自身の役割に関して「音色の選びとトータル的なコーディネートをすることだと判断した」と述べている。氷室はまず「CALLING」の歌詞を完成させ、松井とのコミュケーションをレポート用紙やコピー用紙などで行った。完成した曲は森谷の元に届けられ、その都度ビジュアル化に向けて試行錯誤が行われた。佐久間は病み上がりであったため、体力的な問題や2か月間楽器に触れていない事からリハビリしながらの作業となった。カラオケは全て佐久間が制作し、自身のソロ作品以外で全ての演奏を完成させたのは本作が初であり、佐久間にとっても転機となる作品となったと述べている。またこの当時氷室は防音設備のないマンションに居住していたため、高速道路のパーキングエリアや日本武道館付近の駐車場などに停車し車中で曲作りを行っていた。本作は箱根の山中や高速道路の路側帯などで曲作りを行っており、警察官に職務質問された事もあるという。「SUMMER GAME」は車中で作曲された曲であるが、他の曲との方向性の違いからアルバムのどの位置に配置するか判断に困る曲であったと氷室は述べている。

## 音楽性とテーマ
本作のコンセプトは泉谷しげるが作詞を手掛けた前作の収録曲「独りファシズム」が切っ掛けとなり構想された。また、同時期に映画『ピンク・フロイド ザ・ウォール』（1982年）のナチ党党大会におけるアドルフ・ヒトラーの演説を模したシーンを鑑賞した氷室は、ナチスが行った行為に関しては否定的であったが演説の演出面において感銘を受ける。氷室はヒトラーの演説やパフォーマンスによる拡散作用を、自身の音楽やコンサートで表現する事を模索し始める。この案に関しては、かつてミック・ジャガーやデヴィッド・ボウイがナチ党党大会で演説しているヒトラーこそロックスターであると発言した事なども影響した。その他にも、本作がコンセプト・アルバムとなった経緯には前作からの反動があると氷室は述べ、同時期に中華人民共和国において発生した六四天安門事件やルーマニアにおけるチャウシェスク政権の崩壊なども本作制作に影響したと述べている。氷室は以前であれば日本以外で発生した事件は第三者としての受け止めしか出来なかったが、第一子が誕生したことなどが影響し自身の痛みとして受け止めることになったという。氷室は自身のことを「根がへそ曲がり」であると述べた上で、「いきなり“愛こそすべて”みたいなところにはいけなかった。そこが残念でもあるけど、オレなりの過程の一つだよね」と述べており、本作の切り口はBOØWYのアルバム『MORAL』（1982年）と同様の「逆説的愛の表現」であると述べている。
また、ジョージ・オーウェルによる小説『1984年』（1949年）の世界観に影響を受けていた氷室は、同書の影響によって制作されアルバム『ダイアモンドの犬』（1974年）に収録されたボウイの曲「1984年」を参考にアルバム1枚を同一のコンセプトで制作する欲求に駆られる事となった。構想が纏まり始めた段階で氷室は、作詞家の松井に対して「ファシズムをテーマにしたい」と告げて作詞をオファーし、松井はこれを快諾する事となった。本作では「ファシズム」に焦点を当てた上でストーリー展開を持たせ最終的に愛に行きつくという構想から『1984年』を引用として掲げており、氷室は「何かほら、市民が気のつかない間に政治的な権力で洗脳されてることってぜったいあるんだよ」と述べた上で、「NEO FASCIO」をテーマに決定し松井に相談したところ、松井は「ああ、それ面白いね。そういうことをやろうよ!」と快諾したことから松井に作詞を依頼することになったと述べている。

## 楽曲

### SIDE A
1. 「OVERTURE」
インストゥルメンタル。氷室曰く「ミュージカル的なストーリーを持たせようとした上での序曲」[15]。ライブ時の導入部として氷室が要求した楽曲であり、氷室は楽器のみでデモテープを制作することが出来なかったために、佐久間が作品全体を見た上で持ったイメージで制作したのではないかと氷室は推測している[15]。氷室は「イントロダクション」ではなく「オーバーチュア」というタイトルであることを気に入っており、「何か昔の超大作映画のノリ」であるとコメントしている[15]。
2. 「NEO FASCIO」
本曲は氷室による金属的で硬質な近未来のイメージから制作されている[15]。本曲のデモテープは氷室が愛好していたアメリカ合衆国のギタリストであるスティーヴ・スティーヴンスのイメージで、「骨まで断ち切る」ようなギターの音色で制作された[15]。氷室は「マイナーを使ってる割には硬質って部分で、それほどニュー・ロマンティクスを感じさせない曲ではあるよね」と述べた上で、本作が全体的に変拍子や転調が多いことに気づき「オレはすごい好きなんだよ。何かちょっとヒネってある方がイイと思ってしまう」と述べている[15]。
3. 「ESCAPE」
氷室は本曲を「NEO FASCIO」と似た曲でありながら、同曲を受けていく「硬質なロマンティック」のような曲であると述べている[15]。氷室は自ら作詞を手掛けるため、制作中にアルバムの全体像を把握可能であると述べた他、イメージに合った曲作りはBOØWY時代から行っていたと述べている[20]。またステージ上に立つ自身の姿やステージ上に配置されたオブジェなどもイメージすることが出来るとも述べている[21]。
4. 「CHARISMA」
氷室曰く「コンピュータ、シンセサイザーが要所要所に入ったブリティッシュ・ファンク的な曲」[21]。アメリカのファンクのように手練れた感覚ではなく、パンキッシュなラップを交えたものにすると構想した上で上手くまとまった曲であると氷室は述べている[21]。
5. 「COOL」
本曲はプリプロダクションの段階でほぼ完成されていた曲であり、氷室は本作の中ではポップな曲であると述べている[21]。後にベスト・アルバム『Case of HIMURO』（2003年）に収録された。
6. 「SUMMER GAME」
3枚目のシングル。先行シングルとしてリリースされたが、「アルバムを通して聴くと特異な曲」であると氷室は述べた他、「ビート系のシングル向けの曲だから他の世界をあんまり壊さないようにってところでできた曲」とも述べている[21]。詳細は「SUMMER GAME」の項を参照。

### SIDE B
1. 「RHAPSODY IN RED」
シングル「SUMMER GAME」のカップリング曲であった「Rhapsody in blue」の別バージョンであり、歌詞およびアレンジが変更されレゲエ調の曲になっている。本作収録のバージョンはイギリスのロックミュージシャンであるミッジ・ユーロのようなリズムの広い捉え方を参考に、ソロになったことから自身のフィールドにレゲエを入れる余地があるのではないかと考えた氷室によってアレンジが決定された[21]。氷室曰く過去の経歴の中でレゲエを導入した曲は、BOØWY時代のアルバム『INSTANT LOVE』（1983年）収録の「THIS MOMENT」のみであると述べており、マイナー調のレゲエは日本人に受け入れられやすいことから、あえてメジャー調のレゲエを試すために制作された曲であると述べている[21]。氷室は本曲について、アルバムが展開していく中での「中休み的情景」であると述べた上で、「こういう雰囲気で鳴ってるオレの声はすごく好きだな」と述べている[21]。
2. 「MISTY」
4枚目のシングル。詳細は「MISTY〜微妙に〜」の項を参照。
3. 「CAMOUFLAGE」
イギリスのロックミュージシャンであるデヴィッド・ボウイの「ファッション（英語版）」（1980年）をイメージした曲を、アルバム後半に配置したいとの氷室の意図によって制作された曲[21]。氷室は「ある程度アルバムの曲ができ上がって、もう少し補う意味で作った」と述べている[21]。最終的には「ファッション」とはまったく異なる楽曲となり、また氷室はオクターヴ下の声も出している[21]。
4. 「CALLING」
氷室は本曲について「アルバムが完結するパートにぜったい持っていきたかったし、確立したヴォーカル・スタイルをブッ壊すぐらいインパクトのある歌い方をしたかった」と述べており、歌入れに多大な時間を要したとも述べている[21]。また氷室は「実際に歌ってる自分の声が頭の中で鳴ってる声と重ならなくてね。何か痛くないんだよ。痛い歌を歌いたかったから。内容としては何か考えなきゃいけない心理が全部入ってる」と述べている[21]。後にベスト・アルバム『Case of HIMURO』に収録された。その他に映像作品『ファイナルファンタジーVII アドベントチルドレン』（2005年）のイメージソングとして使用されており、同作のディレクターを担当した野村哲也の希望により採用が決定され、これに対して氷室は「日本最高峰のCG映像作品に、自分の楽曲を使ってもらって光栄です。繊細でありながら、力強い迫力のある描写に、少しでも自分の曲のエッセンスがプラスに働いてくれる事を願っています」とのコメントを発表している[22][23][24]。
5. 「LOVE SONG」
氷室は本曲について「最後にエクスキューズになっちゃうのはイヤだったけど、やっぱりこの歌をいれとかなきゃ……って感じ」と述べており、また「もともとここに到達するためのコンセプトであり作品たちだったっていうところでさ。ヘタなプライドは捨てて……だよね」とも述べている[21]。

## リリース、プロモーション
本作は1989年9月27日にLPおよびCT、CDの3形態でリリースされた。なお、氷室のアルバムとしては本作が最後のレコードでリリースされた作品となった。本作からは先行シングルとして同年7月26日に「SUMMER GAME」がリリースされた他、9月6日にカネボウ「'89秋のプロモーション・イメージソング」として使用された「MISTY〜微妙に〜」がリリースされた。10月13日にはフジテレビ系音楽番組『ヒットスタジオInternational』に出演した。
アルバムリリース前に、東京都心を始め地方都市に至るまで街角の広告用のボードにアルバムのジャケットを表示した広告を掲示していた。また、先行シングルとなった「MISTY〜微妙に〜」のミュージック・ビデオでは本アルバムのコンセプトを表現しており、独裁者（カリスマ）を氷室自身が演じ、やがて普通の人間に戻っていくストーリーとなっていた。ビデオ内では戦争によって傷ついた若者や氷室の手に血液が付着するなどの演出がなされていたが、当時発生した東京・埼玉連続幼女誘拐殺人事件の影響により、一部地域では放送禁止処分となり、放送可能な地域でもモノクロでの放送となった。それ以外にもヨーロッパにおいても放送禁止となった。
2003年7月21日にはデジタルリマスターおよび紙ジャケット仕様で、コピーコントロールCDにてリリースされた。2020年7月21日には全作品のサブスクリプションサービス解禁に伴い、デジタル・リマスターされた音源が配信された。

## ツアー
本作を受けての全国ツアーは「NEO FASCIO TOUR」と題し、1989年10月6日の群馬音楽センターを皮切りに23都市全36公演を実施、約13万人を動員した。12月14日には香港のクイーンエリザベススタジアムにて単独公演を行い、3000人を動員した他に同地のテレビ番組にて放送された。ツアーファイナルの1990年1月17日、18日には日本武道館公演を行っている。また、その後追加公演として「NEO FASCIO ENCORE TOUR ARENA '90」と題し、7都市全7公演を実施し約15万人を動員、最終日の4月3日にはソロとして2度目となる東京ドーム公演を実現、5万6000人を動員した。東京ドーム公演の模様は1990年7月25日にリリースされたライブ・ビデオ『NEO FASCIO TURNING POINT』に収録され、ランキングチャートにおいて初登場第1位を獲得し売上本数は25万本となった。

## 批評
| 専門評論家によるレビュー | 専門評論家によるレビュー |
| レビュー・スコア         | レビュー・スコア         |
| 出典                     | 評価                     |
| ------------------------ | ------------------------ |
| CDジャーナル             | 肯定的                   |

音楽情報サイト『CDジャーナル』では、前作がBOØWYサウンドの継続であった事を指摘した上で、本作に関しては「だいぶ肩の力が抜けた感のある」と評価し、演奏の煌びやかさが控えめになったが「代わりに流行歌手らしい気軽さが曲によってのぞく」と肯定的に評価した。また、後にベルリンの壁崩壊や湾岸戦争が発生した事に関して、「その後の社会情勢を予見したかのようなコンセプト・アルバムとなっている」と指摘した。またある評論家が氷室にとってこれは1990年代に向けた『MORAL』に違いないと発言したが氷室はそれを否定せず、BOØWY時代を含めて過去に制作したアルバムの中で『MORAL』が最も同質であると述べている。

## チャート成績
氷室は本作のテーマが難解であるために、「もしかしたら、売れないかもしれないよ。だけどさ、そこの結果なんかよりも重いものを今回はテーマにしていきたいんだ」と述べており、コンセプト・アルバムであることを明確にしていた。本作のテーマを聴いたディレクターの子安次郎は、通常であれば売り込みが困難と思われる作品であるが、当時の氷室はファンとの信頼関係が積み重ねられていた事から特に問題視はしていなかったと述べている。本作はオリコンアルバムチャートにおいて初登場第1位を獲得。LP盤は最高位第1位の登場週数8回で売り上げ枚数は0.3万枚、CTおよびCD盤を含めた総合では最高位第1位の登場回数は10回となり、売り上げ枚数は54.3万枚となった。最終的な売り上げ枚数は105万枚となっている。
結果としてアルバムはセールス的に成功を収めたが、氷室は自身が他のアーティストよりもセールスには無頓着であると語り、本作が大成功を収めたという感覚もあまりなかったと述べている。また本作のリリース後にドイツにおいてベルリンの壁崩壊が発生、その後も1991年に湾岸戦争、1995年に地下鉄サリン事件などが発生した事で本作が予言のような作品となった事を問われた氷室は、自身の趣味が後に大ブームとなる事や予知夢を見る事があるなど、「（自身には）予知能力がちょっとあるかもしれない」と発言している。
本作は氷室のアルバム売上ランキングにおいて第9位となった他、ねとらぼ調査隊による氷室のオリジナル・アルバム人気ランキングでは2022年および2023年の2回の調査において第3位となった。

## 収録曲
- CDブックレットに記載されたクレジットを参照[37]。また、1曲目はインストゥルメンタルとなっている。

| #         | タイトル        | 作詞      | 作曲       | 編曲                 | 時間  |
| --------- | --------------- | --------- | ---------- | -------------------- | ----- |
| 1.        | 「OVERTURE」    |           | 佐久間正英 | 佐久間正英           | 3:29  |
| 2.        | 「NEO FASCIO」  | 松井五郎  | 氷室京介   | 氷室京介、佐久間正英 | 4:32  |
| 3.        | 「ESCAPE」      | 松井五郎  | 氷室京介   | 氷室京介、佐久間正英 | 4:26  |
| 4.        | 「CHARISMA」    | 松井五郎  | 氷室京介   | 氷室京介、佐久間正英 | 5:07  |
| 5.        | 「COOL」        | 松井五郎  | 氷室京介   | 氷室京介、佐久間正英 | 4:05  |
| 6.        | 「SUMMER GAME」 | 氷室京介  | 氷室京介   | 氷室京介、佐久間正英 | 3:29  |
| 合計時間: | 合計時間:       | 合計時間: | 合計時間:  | 合計時間:            | 25:08 |

| #         | タイトル            | 作詞               | 作曲      | 編曲                 | 時間  |
| --------- | ------------------- | ------------------ | --------- | -------------------- | ----- |
| 7.        | 「RHAPSODY IN RED」 | 松井五郎           | 氷室京介  | 氷室京介、佐久間正英 | 3:32  |
| 8.        | 「MISTY」           | 松井五郎           | 氷室京介  | 氷室京介、佐久間正英 | 4:32  |
| 9.        | 「CAMOUFLAGE」      | 松井五郎           | 氷室京介  | 氷室京介、佐久間正英 | 3:50  |
| 10.       | 「CALLING」         | 氷室京介、松井五郎 | 氷室京介  | 氷室京介、佐久間正英 | 5:02  |
| 11.       | 「LOVE SONG」       | 氷室京介、松井五郎 | 氷室京介  | 氷室京介、佐久間正英 | 4:06  |
| 合計時間: | 合計時間:           | 合計時間:          | 合計時間: | 合計時間:            | 21:02 |

## スタッフ・クレジット
- CDブックレットに記載されたクレジットを参照[38]。

### 参加ミュージシャン
- 氷室京介 – ボーカル
- 佐久間正英 – ギター、ベース、CMI、シンセサイザー
- そうる透 – ドラムス

### 録音スタッフ
- 佐久間正英 – プロデュース
- 山口州治 – レコーディング・エンジニア、ミキシング・エンジニア（2,3,6,8曲目）
- 林雅之 – レコーディング・エンジニア
- マイケル・ツィマリング – ミキシング・エンジニア（2,3,6,8曲目以外）
- 小野誠彦 – マスタリング・エンジニア
- 長谷川文雄 – アシスタント・エンジニア
- 岡崎秀俊 – アシスタント・エンジニア
- 新島誠 – アシスタント・エンジニア
- 三木康広 – アシスタント・エンジニア
- 坂東宏治 – アシスタント・エンジニア

- 菊池洋一郎（東芝EMI） – A&Rディレクター
- 子安次郎（東芝EMI） – A&Rディレクター
- 広瀬哲（東芝EMI） – A&Rディレクター

- 土屋浩（ユイ音楽工房） – アーティスト・プロデューサー
- 渋谷高行 – プロダクション・チーフ
- 斉藤博 – AE-チーフ・プロデューサー
- 鈴木“ゾンビ”祥紀（ユイ音楽工房） – プロダクション・マネージャー
- 高野和彦（ユイ音楽工房） – プロダクション・マネージャー
- 宮野真一（ユイ音楽工房） – プロダクション・スタッフ
- あらきただし（ユイ音楽工房） – プロダクション・スタッフ
- ましのともみ（ユイ音楽工房） – プロダクション・スタッフ

- 鶴田正人（東芝EMI） – P.R.
- 小澤啓二（東芝EMI） – P.R.

### 美術スタッフ
- 森谷統 (LOUISIANA COMPANY) – クリエイティブ・ディレクター、アートディレクター
- 北澤宏佳 – アートディレクター、デザイナー
- まつおみやこ – デザイナー
- 丹羽俊隆 – 写真撮影
- ブラッドフォード・ブランソン – 写真撮影
- 小木曽威夫 – 写真撮影
- 桜井久子 – スタイリング
- 朝倉弘一 (SASHU) – ヘアー・メイク
- 横原義雄 (PASS) – ヘアー・メイク
- ほりうちひろき (KOYO COLOR) – グラフィック・ペイント・ボックス
- わたなべかえで (LOUISIANA COMPANY) – ビジュアル・スタッフ
- とびたみき (LOUISIANA COMPANY) – ビジュアル・スタッフ

### その他スタッフ
- 小泉洋（東芝EMI） – A&Rチーフ

- 後藤由多加（ユイ音楽工房） – エグゼクティブ・プロデューサー
- 石坂敬一（東芝EMI） – エグゼクティブ・プロデューサー

## チャート、認定
| チャート         | リリース年 | 最高順位 | 登場週数 | 売上数   | 規格       | 出典  |
| ---------------- | ---------- | -------- | -------- | -------- | ---------- | ----- |
| 日本（オリコン） | 1989年     | 1位      | 8回      | 0.3万枚  | LP         | [ 2 ] |
| 日本（オリコン） | 1989年     | 1位      | 10回     | 54.3万枚 | LP, CT, CD | [ 3 ] |

| 国/地域 | 認定組織         | 日付       | 認定     | 売上数   | 出典  |
| ------- | ---------------- | ---------- | -------- | -------- | ----- |
| 日本    | 日本レコード協会 | 1989年10月 | プラチナ | 400,000+ | [ 4 ] |

## リリース日一覧
| No. | リリース日    | レーベル                  | 規格 | カタログ番号 | 備考                                                       | 出典               |
| --- | ------------- | ------------------------- | ---- | ------------ | ---------------------------------------------------------- | ------------------ |
| 1   | 1989年9月27日 | 東芝EMI／イーストワールド | LP   | RT28-5555    |                                                            | [ 2 ] [ 3 ]        |
| 2   | 1989年9月27日 | 東芝EMI／イーストワールド | CT   | ZT28-5555    |                                                            | [ 3 ]              |
| 3   | 1989年9月27日 | 東芝EMI／イーストワールド | CD   | CT32-5555    |                                                            | [ 3 ] [ 32 ] [ 1 ] |
| 4   | 2003年7月21日 | 東芝EMI／イーストワールド | CCCD | TOCT-25086   | デジタルリマスタリング盤、紙ジャケット仕様、期間限定生産盤 | [ 33 ] [ 39 ]      |